# Гарин, Леонид Семёнович
Леони́д Семёнович Га́рин (27 сентября 1937, Москва — 21 сентября 1978, Сочи) — советский вибрафонист-виртуоз, эстрадный композитор, киноактёр.

## Биография[2]
Родился 27 сентября 1937 года в Москве.
Учился в Московском Государственном Университете на факультете журналистики (1955—1957), увлекался джазом и с 1957 года играл в различных эстрадных ансамблях, был незаменимым аккомпаниатором Гюлли Чохели, Гелены Великановой. После 1958 года самостоятельно освоил вибрафон.
В 1964 году организовал для работы с вокалисткой Тамарой Миансаровой группу «Три плюс два» (Виктор Прудовский — фортепиано, Адольф Сатановский — контрабас, Александр Гореткин — ударные), с которой выступил на московских джазовых фестивалях 1965 и 1967 годов.
Лучшие записи: «Колыбельная Светланы» на пластинке «Джаз-65. Пл. 1», «Хороши вечера на Оби» на пластинке «Джаз-67. Пл. 2». В 1968 году присоединился к квартету «Крещендо», и на московском фестивале 1968 года его композиция «Русский наигрыш» удостоилась специального приза Союза композиторов. 
В дальнейшем больше занимался эстрадной музыкой, сочинял песни. В качестве композитора Леонид Гарин сочинял и мюзиклы, написал музыку к кинофильмам «Улыбнись соседу» (1968) и «Миссия в Кабуле» (1970). С начала 70-х сотрудничал с Юлием Слободкиным, написал несколько песен для ВИА «Москвичи», ВИА «Весёлые ребята». В 1973 году написал заглавную песню для музыкальной программы «Ты, я и песня» — сольного дуэта Слободкина и Пугачёвой.
В 1975 году на фирме «Мелодия» вышла долгоиграющая пластинка «Джазовые композиции», где были представлены джазовые записи Леонида Гарина, три, как руководителя своего ансамбля и три, как участника группы «Крещендо».
Самый известный фильм с Аллой Пугачёвой в главной роли — «Женщина, которая поёт» (1978). В этом музыкальном фильме появляется на экране и сам композитор и музыкант Леонид Семёнович Гарин — в качестве руководителя ресторанного вокально-инструментального ансамбля. Одну из этих песен для фильма написали совместно композиторы Борис Горбонос и Леонид Гарин. Потом уже стало известно, что под фамилией Горбонос скрывалась сама Алла Пугачёва. Ей тогда понравились стихи Кайсына Кулиева. Правда, в оригинальном варианте они звучали как «Женщине, которую люблю». Пугачёва захотела их спеть. У Кулиева спросили разрешение переделать одну строку. А Гарин предложил Пугачёвой самой написать музыку. Потом только кое-что подправил. Эта песня и стала для Пугачёвой на многие годы своеобразной визитной карточкой. В 1979 году выступил на московском джазовом фестивале в квинтете Игоря Якушенко.

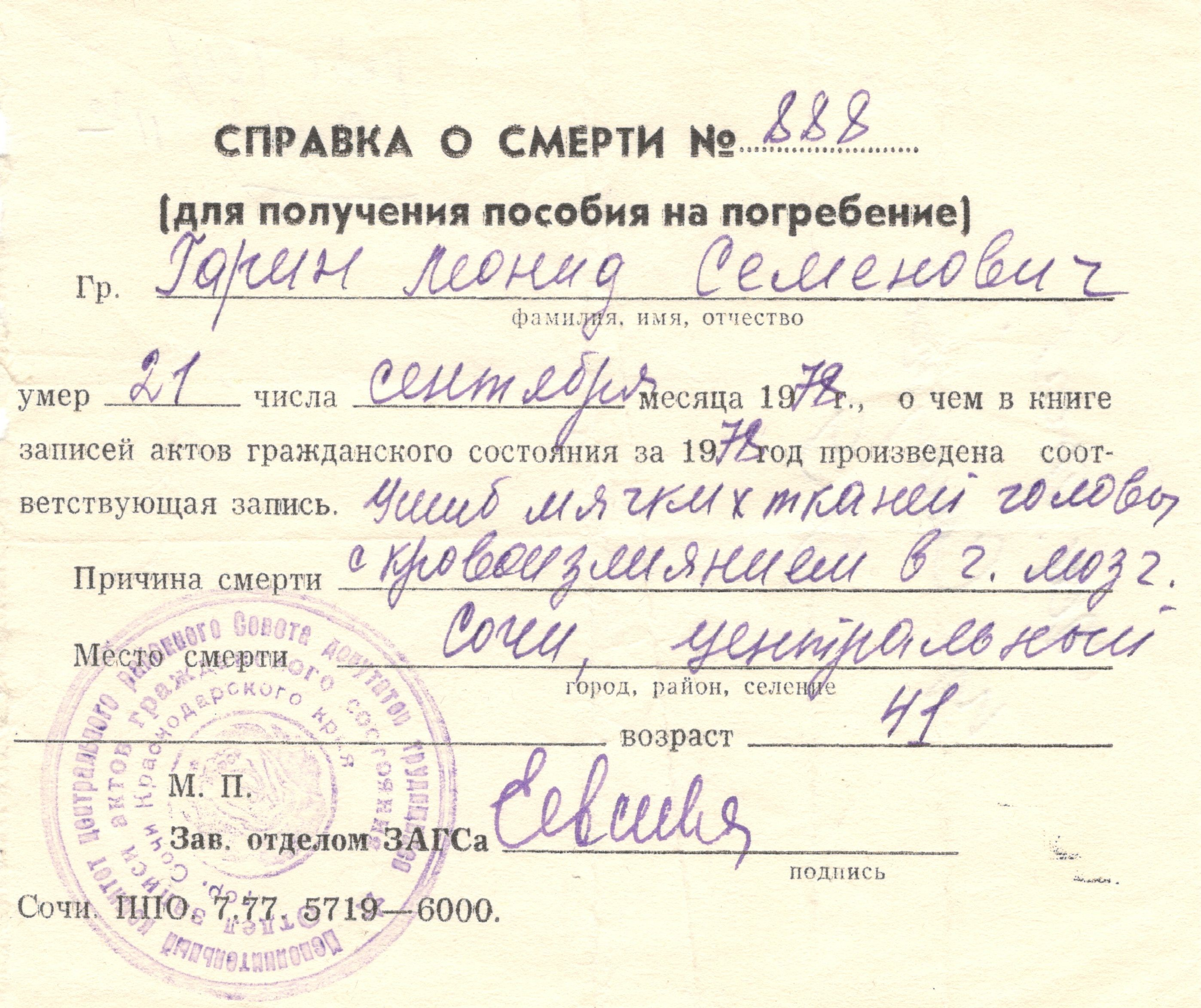
Справка о смерти

Был членом жюри сочинского песенного фестиваля, и там же его убили 21 сентября 1978 года при не вполне выясненных обстоятельствах. Похоронен в Москве, на Химкинском кладбище.
Некоторое время был женат на певице Тамаре Миансаровой, затем (тоже непродолжительный период) его женой была певица Жанна Горощеня.

## Фильмография

### Музыка к кинофильмам
- 1969 — Улыбнись соседу
- 1970 — Миссия в Кабуле
- 1971 — Терем-теремок
- 1972 — Вид на жительство
- 1978 — Женщина, которая поёт

### Роли в кино
- 1978 — Женщина, которая поёт — Лёня, руководитель ансамбля

## Дискография[5]

#### Инструментальная музыка
- 1970—1973 — музыка для камерного ансамбля «Рококо» п/у А. Д. Быканова (диск «Старый Антиквар»)

1. 1970 — «Старый антиквар»
2. 1970 — «Разрыв-трава» (слова Павла Леонидова, Э. Вериго, соло Владислава Лыньковского)
3. 1970 — «Королевство гномов»
4. 1972 — «Непуганные чайки» (слова Анатолия Поперечного, соло Светланы Резановой)
5. 1973 — «Аметисты»

- Инструментальный ансамбль «Три + два» под управлением Леонида Гарина
- «Весёлая Самба»
- «Джазовые Композиции»

#### Диск с песнями
- «Песни Леонида Гарина»
- «Капризы Погоды. Танцевальная Сюита»
- «Леонид Гарин И Владислав Успенский — Музыка Из К-Ф „Миссия В Кабуле“»
- «Л. Гарин* И В. Успенский* — Сюита Из Музыки К Кинофильму „Миссия В Кабуле“»
- «Танцевальная музыка»
- «Музыка Леонида Гарина Из К/ф „Улыбнись Соседу“»

## Песни[6]
- "Алёнушка" (А. Поперечный)
- «Баллада о соловьях» (Анатолий Поперечный) — исп. Валентин Никулин
- «Без печалей и забот» (Наум Олев) — исп. Олег Анофриев
- «Венец творения» (Наум Олев) — исп. Геннадий Белов
- «Веришь — не веришь» (Владимир Луговской) — исп. Валерий Ободзинский
- «Для доброго дела» (Наум Олев) — исп. Майя Головня
- «Древние слова» (Наум Олев) — исп. Жанна Горощеня, вокальный квартет «Аккорд», Лариса Мондрус
- «Если в небе солнце» (Наум Олев) — исп. Гелена Великанова
- «Жар-птица» (Наум Олев) — исп. Лариса Мондрус
- «И всё, пожалуй» (Алексей Ольгин) — исп. Эдуард Хиль
- «Лариса» (Наум Олев) — исп. Муслим Магомаев
- «Любовный треугольник» (Наум Олев) — исп. Муслим Магомаев
- «Любовь моя» (Наум Олев) — исп. Михаил Котляр, Эдуард Хиль
- «Маленькая зима» (Михаил Рябинин) — исп. Владимир Мулерман
- «Мелодия вальса» (Наум Олев) — исп. Ренат Ибрагимов
- «Московские ворота» (Наум Олев) — исп. музыкальная программа «Ты, я и песня» — исп. Алла Пугачёва и Юлий Слободкин
- «Музыкальная история» (Наум Олев) — исп. Лариса Мондрус
- «На дворе трава» (Наум Олев) — исп. Жанна Горощеня
- «Надоело» (Михаил Пляцковский) — исп. Вадим Мулерман
- «Неоконченное письмо» (Владимир Луговской) — исп. Иосиф Кобзон
- «Он и никто другой» (неизвестный поэт) — исп. Лидия Клемент
- «Пешком-пешочком» (Б. Рахманин) — исп. Владимир Макаров
- «Последний перелёт» (Наум Олев) — исп. Мария Пахоменко
- «Пришла любовь» (Павел Леонидов) — исп. Жанна Горощеня
- «Пришла пора любви» (Наум Олев) — исп. Валерий Ободзинский, Ирина Понаровская
- «Расскажи мне сказку» (Анатолий Поперечный) — исп. Нина Бродская
- «Русская любовь» (Наум Олев) — исп. Жанна Горощеня
- «Снега России» (Наум Олев) — исп. Виталий Коротаев, Иосиф Кобзон, ансамбль «Дружба»
- «Снегурочка» (Наум Олев) — исп. ВИА «Москвичи»
- «Снежная песня» (Наум Олев) — исп. Мария Лукач
- «Спасибо тебе за любовь» (Анатолий Поперечный) — исп. Лев Лещенко, Валерий Ободзинский
- «Ты с любовью не играй» (Владимир Харитонов) — исп. Нина Бродская, Юлий Слободкин
- «14 человек» (Наум Олев) — исп. Владимир Макаров
- «Я девчонку встретил» (Леонид Гарин, Наум Олев) — исп. Вадим Мулерман
- «Ты, я и песня» — музыкальная программа «Ты, я и песня» — исп. Алла Пугачёва и Юлий Слободкин

### Песни, реализуемыеФГУП «Фирма Мелодия»
- «Куда вы, куда» (Наум Олев) — исп. Тамара Миансарова
- «Между небом и землёй» (Наум Олев) — исп. Лариса Мондрус
- «Разрыв-трава» (Павел Леонидов, Эммануил Вериго) — исп. вокальный квартет «Аккорд»
- «Скакалочка» (Александр Бродский) — исп. Тамара Миансарова
- «Спасибо тебе за любовь» (Анатолий Поперечный) — исп. Валерий Ободзинский